# Benešov (district de Blansko)
Pour les articles homonymes, voir Benešov (homonymie).
Benešov (en allemand : Beneschau) est une commune du district de Blansko, dans la région de Moravie du Sud, en République tchèque. Sa population s'élevait à 650 habitants en 2020.

## Géographie
Benešov se trouve à 9 km à l'est-nord-est de Boskovice, à 19 km au nord-nord-est de Blansko, à 37 km au nord-nord-est de Brno et à 180 km à l'est-sud-est de Prague.
La commune est limitée par Horní Štěpánov et Brodek u Konice au nord, par Buková à l'est, par Suchý et Velenov au sud, et par Okrouhlá et Kořenec à l'ouest.

## Histoire
La première mention écrite de la localité date de 1362.